# Плоскогір'я

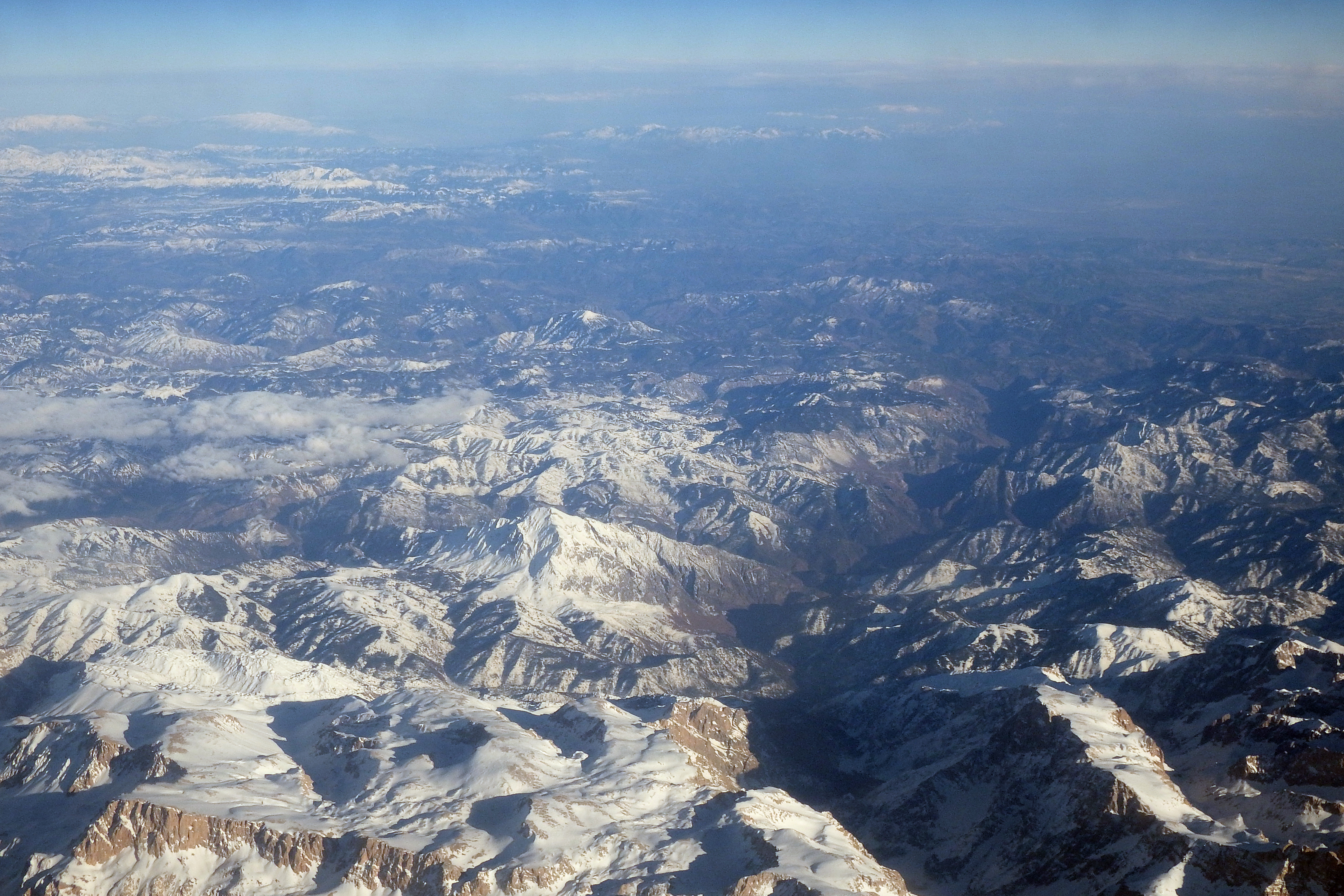
Анатолійське плоскогір'я

Плоскогі́р'я — велика ділянка суходолу, яка високо (за 500 м) піднята над навкружною територією і характеризується значним ерозійним розчленуванням при відносно слабкому розчленуванні плоских поверхонь вододілу. У відношенні геологічної структури вважається, що плоскогір'я складені горизонтально залеглими породами і по суті тотожні плато з більш глибоко розчленованим рельєфом. До плоскогір'я також відносять вирівняні в платформових умовах ділянки гірської країни, складені дислокованими породами. В Україні плоскогір'я є в Криму.